# Кумановска каза
Кумановска каза је била трећестепена административо-управна јединица Османског царства у 19. веку. Била је део Скопског санџака (дела Косовског вилајета). Као каза са центром у Куманову где је седео османски чиновник кајмакам образована је 1867. године. Географски је обухватала области Козјак, Карадаг, Славиште и Жеглигово. Каза се делила на три кола или мудирлука: 
- Карадачки
- Козјачки
- Овчепољски

Каза је обухватала 108 села и са малим разликама се поклапа са Кумановским округом из времена Југославије.
На северу се Кумановска каза граничила Прешевском казом, на истоку Кривопаланачком и Кратовском а на југу и западу Велешком и Скопском.

## Етнички и конфесионални састав и сукоби
Почетком 20. века за време Борби за Македонију кумановска каза представљала је неуралгичну тачку у сукобима Срба и Бугара. Готово сва села Козјачког кола била су приклоњена Цариградској патријаршији, имала српске школе и биле део српске четничке организације. Готово сва села овчепољског кола била су приклоњена Бугарској егзархији и била део револуционарне мреже ВМРОа. Карадашка села била су већински насељена албанским становништвом исламске вероисповести. Сам град Куманово био је такође конфесионално подељен, мада су већинско становништво чинили муслимани - Турци, Торбеши и Албанци. У Куманову су седели патријаршијски, односно српски, и егзархијски (бугарски) протонамесник. Кумановска каза дала је и српској четничкој акцији и акцијама ВМРОа познате делатнике. Крсто Лазарев Коњушки из села Коњуха у Овчем Пољу био је војвода ВМРОа, док су српске четничке војводе Петко Илић и Јован Станојковић-Довезенски били из Старог Нагоричана и Довезенца у Козјачком крају. Последња чињеница лепо илуструје поделу казе на пробугарски и просрпски део.